# Olympische Sommerspiele 2020/Schwimmen – 1500 m Freistil (Frauen)
Der Schwimmwettkampf über 1500 Meter Freistil der Frauen bei den Olympischen Spielen 2020 in Tokio wurde vom 26. bis 28. Juli im Tokyo Aquatics Centre ausgetragen. Es war die erste Austragung dieser Disziplin für Frauen bei Olympischen Spielen.
Es fanden fünf Vorläufe statt. Die acht schnellsten Schwimmerinnen aller Vorläufe qualifizierten sich für das Finale.
Abkürzungen: 
 WR = Weltrekord, OR = olympischer Rekord, AS = asiatischer Rekord, NR = nationaler Rekord, PB = persönliche Bestleistung, JWB = Jahresweltbestzeit

## Bestehende Rekorde
Vor Beginn der Olympischen Spiele waren folgende Rekorde gültig.
| Weltrekord         | Katie Ledecky                             | 15:20,48 min                              | Indianapolis, Vereinigte Staaten          | 16. Mai 2018                              |
| Olympischer Rekord | bisher nicht Teil des Wettkampfprogramms. | bisher nicht Teil des Wettkampfprogramms. | bisher nicht Teil des Wettkampfprogramms. | bisher nicht Teil des Wettkampfprogramms. |

Während der Olympischen Spiele wurde folgender Rekord neu aufgestellt:
| Olympischer Rekord | Katie Ledecky | 15:35,35 min | Tokio, Japan | 26. Juli 2021 |

## Vorläufe
Montag, 26. Juli 2021, 12:53 Uhr MESZ
 

### Vorlauf 1
| Platz | Bahn | Schwimmerin     | Nation     | Zeit         | Anmerkung |
| ----- | ---- | --------------- | ---------- | ------------ | --------- |
| 1     | 4    | Katrina Bellio  | Kanada     | 16:24,27 min |           |
| 2     | 5    | Arianna Valloni | San Marino | 16:54,64 min |           |
| 3     | 3    | Sasha Gatt      | Malta      | 16:57,47 min |           |

### Vorlauf 2
| Platz | Bahn | Schwimmerin           | Nation     | Zeit         | Anmerkung |
| ----- | ---- | --------------------- | ---------- | ------------ | --------- |
| 1     | 4    | Marlene Kahler        | Österreich | 16:20,05 min |           |
| 2     | 5    | Beatriz Dizotti       | Brasilien  | 16:29,37 min |           |
| 3     | 6    | Helena Rosendahl Bach | Dänemark   | 16:29,56 min |           |
| 4     | 3    | Eve Thomas            | Neuseeland | 16:29,66 min |           |
| 5     | 2    | Han Da-kyung          | Südkorea   | 16:33,59 min |           |
| 6     | 7    | Hayley McIntosh       | Neuseeland | 16:44,43 min |           |

### Vorlauf 3
| Platz | Bahn | Schwimmerin                | Nation        | Zeit         | Anmerkung |
| ----- | ---- | -------------------------- | ------------- | ------------ | --------- |
| 1     | 6    | Viktória Mihályvári-Farkas | Ungarn        | 16:02,26 min |           |
| 2     | 5    | Julia Hassler              | Liechtenstein | 16:12,55 min |           |
| 3     | 1    | Deniz Ertan                | Türkei        | 16:13,22 min |           |
| 4     | 3    | Viviane Jungblut           | Brasilien     | 16:21,29 min |           |
| 5     | 7    | Tamila Holub               | Portugal      | 16:25,16 min |           |
| 6     | 2    | Diana Durães               | Portugal      | 16:29,15 min |           |
| 7     | 4    | Celine Rieder              | Deutschland   | 16:32,57 min |           |
| 8     | 8    | Katja Fain                 | Slowenien     | 16:35,92 min |           |

### Vorlauf 4
| Platz | Bahn | Schwimmerin                 | Nation             | Zeit         | Anmerkung |
| ----- | ---- | --------------------------- | ------------------ | ------------ | --------- |
| 1     | 3    | Erica Sullivan              | Vereinigte Staaten | 15:46,67 min |           |
| 2     | 4    | Simona Quadarella           | Italien            | 15:47,34 min |           |
| 3     | 6    | Anastassija Kirpitschnikowa | ROC                | 15:50,22 min | NR        |
| 4     | 5    | Maddy Gough                 | Australien         | 15:56,81 min |           |
| 5     | 7    | Li Bingjie                  | China              | 15:59,92 min |           |
| 6     | 1    | Merve Tuncel                | Türkei             | 16:00,51 min |           |
| 7     | 2    | Martina Caramignoli         | Italien            | 16:02,43 min |           |
| 8     | 8    | Jimena Pérez Blanco         | Spanien            | 16:15,99 min |           |

### Vorlauf 5
| Platz | Bahn | Schwimmerin         | Nation             | Zeit         | Anmerkung |
| ----- | ---- | ------------------- | ------------------ | ------------ | --------- |
| 1     | 4    | Katie Ledecky       | Vereinigte Staaten | 15:35,35 min | OR        |
| 2     | 5    | Wang Jianjiahe      | China              | 15:41,49 min | AS        |
| 3     | 3    | Sarah Köhler        | Deutschland        | 15:52,67 min |           |
| 4     | 7    | Kiah Melverton      | Australien         | 15:58,96 min |           |
| 5     | 2    | Ajna Késely         | Ungarn             | 15:59,80 min |           |
| 6     | 8    | Kristel Köbrich     | Chile              | 16:09,09 min |           |
| 7     | 1    | Mireia Belmonte     | Spanien            | 16:11,68 min |           |
| 8     | 6    | Delfina Pignatiello | Argentinien        | 16:33,69 min |           |

### Zusammenfassung
| Platz | Vorlauf | Bahn | Schwimmerin                 | Nation             | Zeit         | Anmerkung |
| ----- | ------- | ---- | --------------------------- | ------------------ | ------------ | --------- |
| 1     | 5       | 4    | Katie Ledecky               | Vereinigte Staaten | 15:35,35 min | OR        |
| 2     | 5       | 5    | Wang Jianjiahe              | China              | 15:41,49 min | AS        |
| 3     | 4       | 3    | Erica Sullivan              | Vereinigte Staaten | 15:46,67 min |           |
| 4     | 4       | 4    | Simona Quadarella           | Italien            | 15:47,34 min |           |
| 5     | 4       | 6    | Anastassija Kirpitschnikowa | ROC                | 15:50,22 min | NR        |
| 6     | 5       | 3    | Sarah Köhler                | Deutschland        | 15:52,67 min |           |
| 7     | 4       | 5    | Maddy Gough                 | Australien         | 15:56,81 min |           |
| 8     | 5       | 7    | Kiah Melverton              | Australien         | 15:58,96 min |           |
| 9     | 5       | 2    | Ajna Késely                 | Ungarn             | 15:59,80 min |           |
| 10    | 4       | 7    | Li Bingjie                  | China              | 15:59,92 min |           |
| 11    | 4       | 1    | Merve Tuncel                | Türkei             | 16:00,51 min |           |
| 12    | 3       | 6    | Viktória Mihályvári-Farkas  | Ungarn             | 16:02,26 min |           |
| 13    | 4       | 2    | Martina Caramignoli         | Italien            | 16:02,43 min |           |
| 14    | 5       | 8    | Kristel Köbrich             | Chile              | 16:09,09 min |           |
| 15    | 5       | 1    | Mireia Belmonte             | Spanien            | 16:11,68 min |           |
| 16    | 3       | 5    | Julia Hassler               | Liechtenstein      | 16:12,55 min |           |
| 17    | 3       | 1    | Deniz Ertan                 | Türkei             | 16:13,22 min |           |
| 18    | 4       | 8    | Jimena Pérez Blanco         | Spanien            | 16:15,99 min |           |
| 19    | 4       | 4    | Marlene Kahler              | Österreich         | 16:20,05 min |           |
| 20    | 3       | 3    | Viviane Jungblut            | Brasilien          | 16:21,29 min |           |
| 21    | 1       | 4    | Katrina Bellio              | Kanada             | 16:24,27 min |           |
| 22    | 3       | 7    | Tamila Holub                | Portugal           | 16:25,16 min |           |
| 23    | 3       | 2    | Diana Durães                | Portugal           | 16:29,15 min |           |
| 24    | 2       | 5    | Beatriz Dizotti             | Brasilien          | 16:29,37 min |           |
| 25    | 2       | 6    | Helena Rosendahl Bach       | Dänemark           | 16:29,56 min |           |
| 26    | 2       | 3    | Eve Thomas                  | Neuseeland         | 16:29,66 min |           |
| 27    | 1       | 4    | Celine Rieder               | Deutschland        | 16:32,57 min |           |
| 28    | 1       | 2    | Han Da-kyung                | Südkorea           | 16:33,59 min |           |
| 29    | 5       | 6    | Delfina Pignatiello         | Argentinien        | 16:33,69 min |           |
| 30    | 3       | 8    | Katja Fain                  | Slowenien          | 16:35,92 min |           |
| 31    | 2       | 7    | Hayley McIntosh             | Neuseeland         | 16:44,43 min |           |
| 32    | 1       | 5    | Arianna Valloni             | San Marino         | 16:54,64 min |           |
| 33    | 1       | 3    | Sasha Gatt                  | Malta              | 16:57,47 min |           |

## Finale
Mittwoch, 28. Juli 2021, 4:54 Uhr MESZ

| Platz | Bahn | Schwimmerin                 | Nation             | Zeit         | Anmerkung |
| ----- | ---- | --------------------------- | ------------------ | ------------ | --------- |
| 1     | 4    | Katie Ledecky               | Vereinigte Staaten | 15:37,34 min |           |
| 2     | 3    | Erica Sullivan              | Vereinigte Staaten | 15:41,41 min |           |
| 3     | 7    | Sarah Köhler                | Deutschland        | 15:42,91 min |           |
| 4     | 5    | Wang Jianjiahe              | China              | 15:46,37 min |           |
| 5     | 6    | Simona Quadarella           | Italien            | 15:53,97 min |           |
| 6     | 8    | Kiah Melverton              | Australien         | 16:00,36 min |           |
| 7     | 2    | Anastassija Kirpitschnikowa | ROC                | 16:00,38 min |           |
| 8     | 1    | Maddy Gough                 | Australien         | 16:05,81 min |           |